# Tir amb arc als Jocs Olímpics d'estiu de 1904 - Ronda Americana masculina

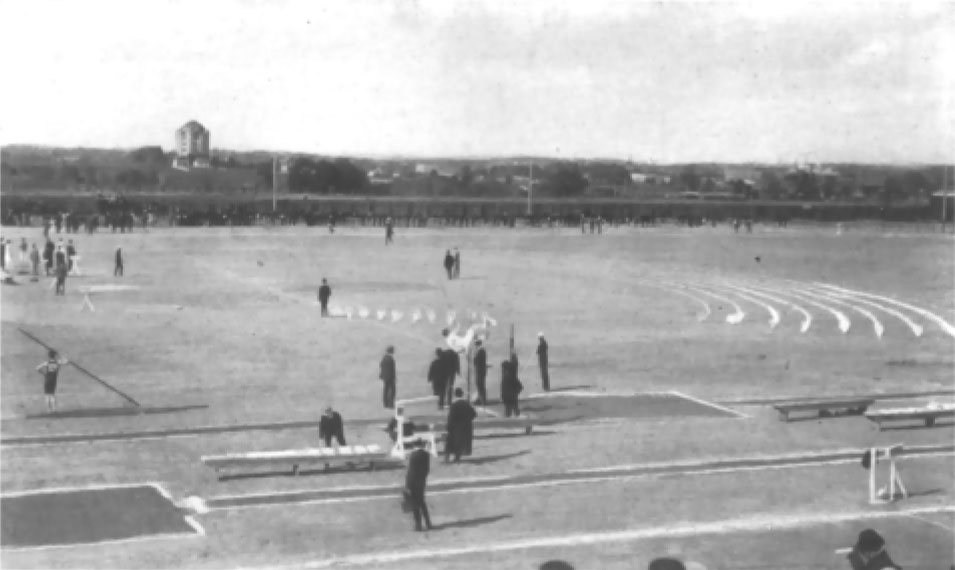
Fotografia de la competició de tir amb arc.

La ronda Americana masculina fou una de les proves de tir amb arc dels Jocs Olímpics de Saint Louis (Missouri) de 1904. La ronda Americana consisteix en 30 fletxes a cadascuna de les distàncies de 60, 50 i 40 iardes. El nombre total de fletxes per la ronda doble era de 180. La prova es disputà el dilluns 19 de setembre de 1904 i hi van prendre part 22 arquers, tots estatunidencs.

## Medallistes
| Or                  | Plata                 | Bronze                 |
| George Bryant (USA) | Robert Williams (USA) | William Thompson (USA) |

## Resultats
| Pos.   | Arquer                    | Punts | Puntuació |
| ------ | ------------------------- | ----- | --------- |
| Or     | George Bryant (USA)       | 8.2   | 1048      |
| Argent | Robert Williams (USA)     | 1.2   | 991       |
| Bronze | William Thompson (USA)    | 0.2   | 949       |
| 4      | Charles Woodruff (USA)    | 0.2   | 907       |
| 5      | Wallace Bryant (USA)      | 0.2   | 818       |
| 6      | William Clark (USA)       | 0     | 880       |
| 7      | Benjamin Keys (USA)       | 0     | 840       |
| 8      | Cyrus Edwin Dallin (USA)  | 0     | 816       |
| 9      | Henry B. Richardson (USA) | 0     | 813       |
| 10     | Homer Taylor (USA)        | 0     | 811       |
| 11     | Charles Hubbard (USA)     | 0     | 779       |
| 12     | Louis Maxson (USA)        | 0     | 777       |
| 13     | Galen Spencer (USA)       | 0     | 701       |
| 14     | Samuel Duvall (USA)       | 0     | 699       |
| 15     | Ernest Frentz (USA)       | 0     | 665       |
| 16     | Amos Casselman (USA)      | 0     | 628       |
| 17     | Thomas Scott (USA)        | 0     | 562       |
| 18     | Ralph Taylor (USA)        | 0     | 533       |
| 19     | Edward Bruce (USA)        | 0     | 516       |
| 20     | Eric Weston (USA)         | 0     | 508       |
| 21     | Edward Weston (USA)       | 0     | 450       |
| 22     | William Valentine (USA)   | 0     | 345       |